# حديقة كهف ألتينبيسيك الوطنية
حديقة كهف ألتينبيسيك الوطنية (بالتركية: Altınbeşik Mağarası Milli Parkı) تأسست في 31 أغسطس 1994، هي متنزه وطني في جنوب تركيا. تقع في منطقة إبرادي بمقاطعة أنطاليا.